# Berit Reiss-Andersen
Berit Reiss-Andersen (født 11. juli 1954) er en norsk advokat. Hun bestod den juridiske embedseksamen på Universitetet i Oslo i 1981 og haft møderet for Høyesterett siden 1995. Hun har været medlem af Den Norske Nobelkomite siden 2012 og siden 2017 været dets formand.
Hun har siden 1981 arbejdet som sagsbehandler (1981-1982), konsulent (1982-1984), politifuldmægtig (1984-1987) og statssekretær (1996-1997). Siden 1987 har hun fungeret som advokat. Hun har været en fast del af Oslo tingrett siden 1997 og Høyesterett siden 2002.
Hun har desuden udgivet to kriminalromaner sammen med Anne Holt: Løvens gap (1997) og Uten Ekko (1999).